# 2020 SO
2020 SO е малък, близък до Земята обект, открит от изследването Pan-STARRS1, част от обсерваторията Халеакала на 17 септември 2020 г. 2020 SO е част от апарата Сървейър 2, който е изстрелян на 20 септември 1966 г. и на 23 септември се разбива в повърхността на Луната. Към края на септември 2020 г. обектът се приближава към Земята и около 15 октомври 2020 г. претърпява временно улавяне от планетата. На 1 декември 2020, около 10:47 ч. българско време, докато се движи по геоцентрична орбита, 2020 SO преминава на 50,5 хил. км от Земята. През февруари 2021 г. обектът отново ще се приближи до планетата, но този път на 220 хил. км.
Орбиталният му период е 385,77 дни, или около 1,06 земни години. Видимата звездна величина на обекта при откриването му е била около 22,4, а текущата е около 14,1 и е достъпен за наблюдение чрез телескоп с диаметър на лещата 150 mm. Абсолютната му звездна величина е 28,4.
Когато 2020 SO е открит, той е класифициран като астероид, но още тогава започват да съществуват предположения, че може да е част от апарата Сървейър 2. Орбитата му е подобна на земната и скоростта му е относително ниска – това са част от нещата, които намекват, че обектът е изкуствено създаден. Пред декември 2020 г. НАСА потвърждава изкуственият произход на 2020 SO.
По време на откриването на 2020 SO той притежава параметри на движение, типични за астероидите от основния пояс. Четири наблюдения обаче, отново проведени от проучването Pan-STARRS в рамките на 1.4 часа, показват наличие на нелинейно движение поради въртенето на наблюдателя около земната ос, което означава близкото местоположение на наблюдавания обект.